# Meridiano 18 E
O meridiano 18 E é um meridiano que, partindo do Polo Norte, atravessa o Oceano Ártico, Oceano Atlântico, Europa, África, Oceano Antártico, Antártida e chega ao Polo Sul. Forma um círculo máximo com o meridiano 162 W.
Começando no Polo Norte, o meridiano 18º Este tem os seguintes cruzamentos:
| País, território ou mar        | Notas                                                                        |
| ------------------------------ | ---------------------------------------------------------------------------- |
| Oceano Ártico                  |                                                                              |
| Noruega                        | Ilhas de Nordaustlandet e Spitsbergen, Svalbard                              |
| Oceano Atlântico               | Mar da Noruega                                                               |
| Noruega                        | Ilha de Senja e continente                                                   |
| Suécia                         |                                                                              |
| Mar Báltico                    | Golfo de Bótnia                                                              |
| Suécia                         | Passa a oeste de Estocolmo                                                   |
| Mar Báltico                    | Passa a oeste da ilha de Gotland, Suécia                                     |
| Polónia                        |                                                                              |
| Chéquia                        |                                                                              |
| Eslováquia                     |                                                                              |
| Hungria                        |                                                                              |
| Croácia                        |                                                                              |
| Bósnia e Herzegovina           |                                                                              |
| Croácia                        | Continente (em cerca de 6 km) e ilha de Koločep - Passa a oeste de Dubrovnik |
| Mar Mediterrâneo               | Mar Adriático                                                                |
| Itália                         | Município de Ótranto, o mais oriental do país.                               |
| Mar Mediterrâneo               |                                                                              |
| Líbia                          |                                                                              |
| Chade                          |                                                                              |
| República Centro-Africana      |                                                                              |
| República do Congo             |                                                                              |
| República Democrática do Congo |                                                                              |
| Angola                         |                                                                              |
| Namíbia                        |                                                                              |
| África do Sul                  | Cabo Setentrional Cabo Ocidental                                             |
| Oceano Atlântico               |                                                                              |
| África do Sul                  | Cabo Ocidental                                                               |
| Oceano Atlântico               |                                                                              |
| Oceano Antártico               |                                                                              |
| Antártida                      | Terra da Rainha Maud, reclamada pela Noruega                                 |